# Breisacher Tor

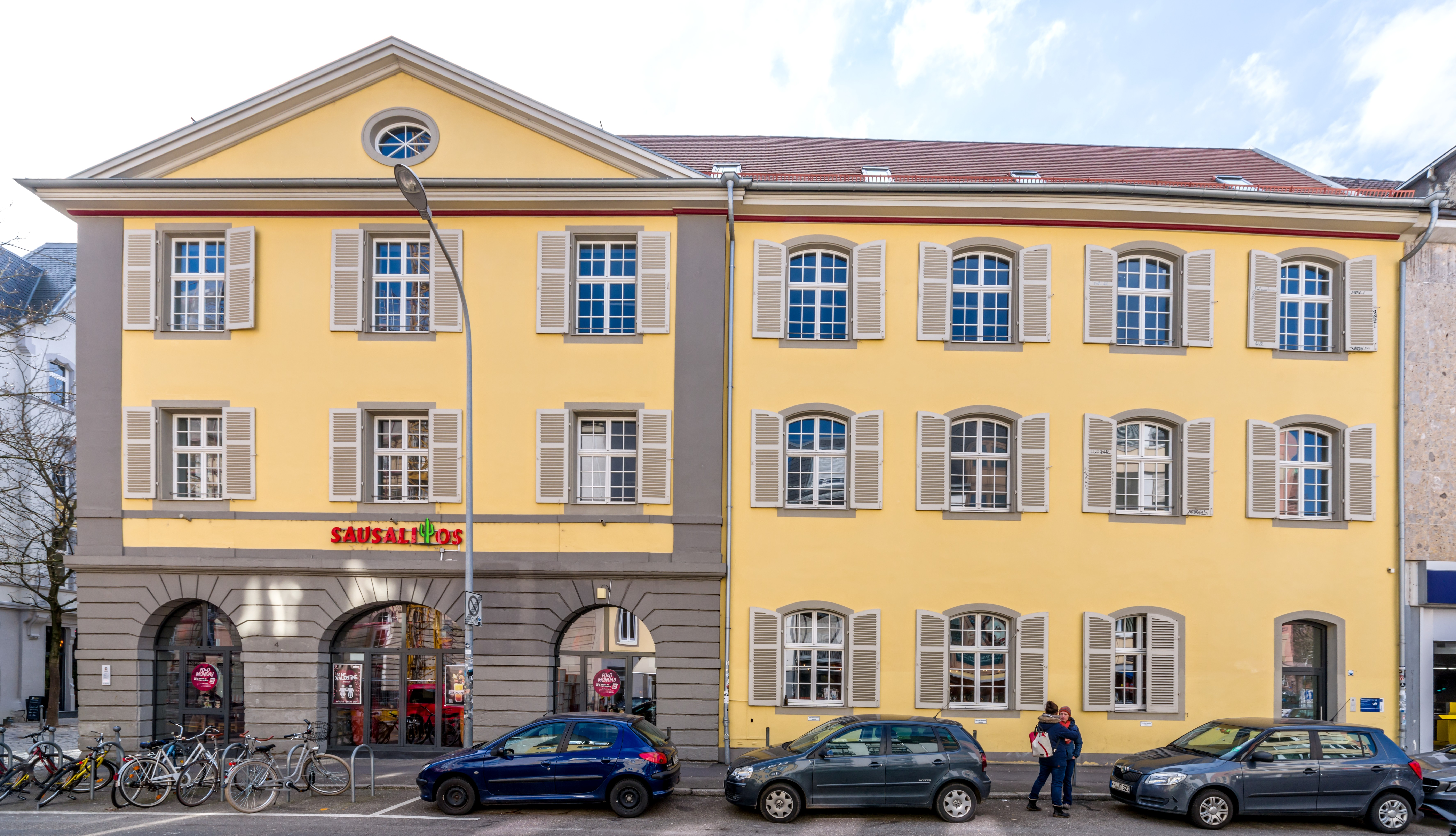
Breisacher Tor (2018)

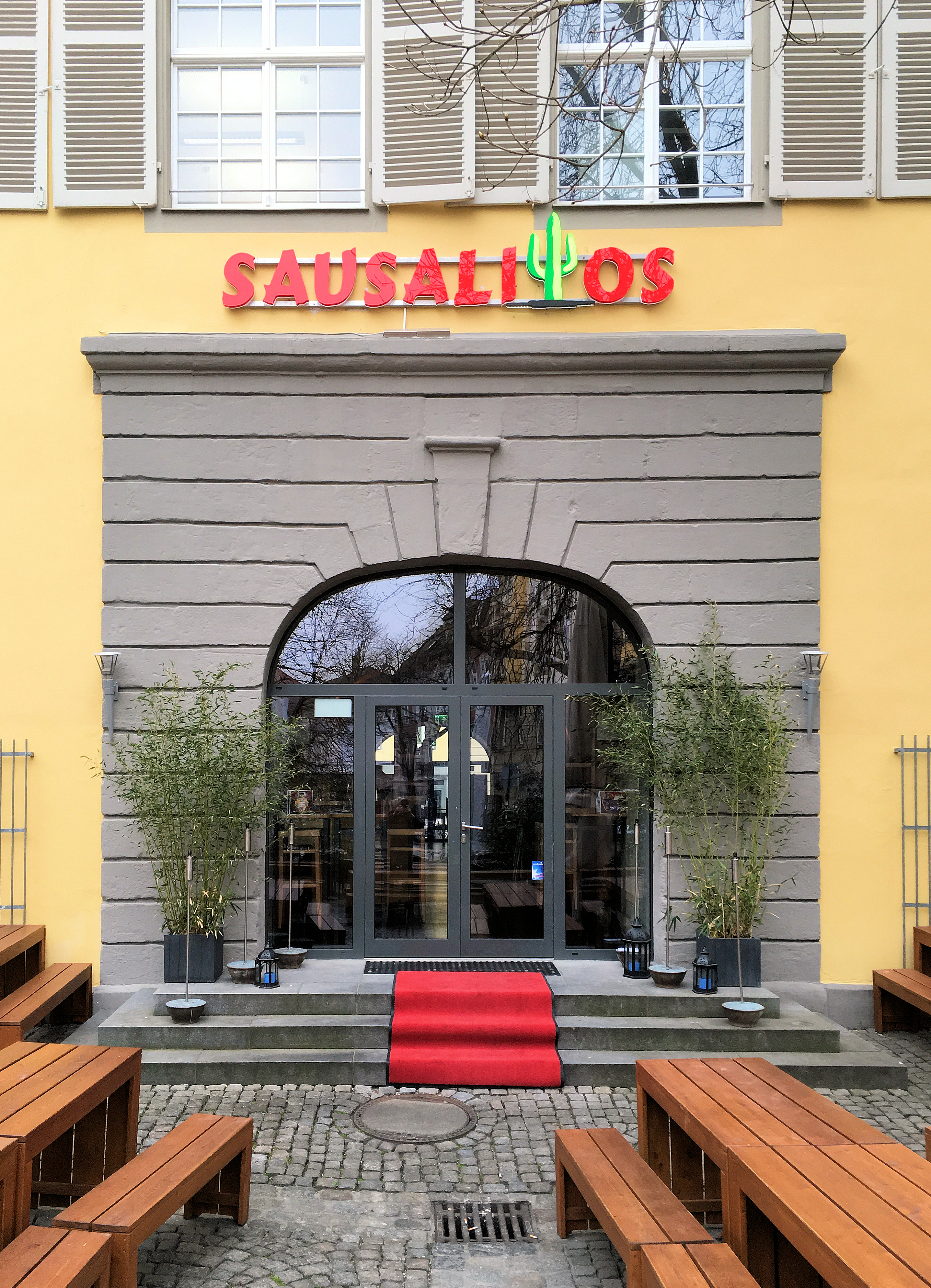
Ehemaliger Tordurchgang auf der Rückseite

Das Breisacher Tor ist ein ehemaliges Stadttor der Stadt Freiburg im Breisgau. Es liegt am Rande der Altstadt an der Ecke Rempartstraße und Gartenstraße. Das Gebäude ist als Kulturdenkmal von besonderer Bedeutung nach § 12 Denkmalschutzgesetz im Denkmalbuch eingetragen.

## Geschichte
Das Tor ist das einzige teilweise erhaltene Gebäude der ab 1677 von Vauban errichteten barocken Befestigung Freiburgs. Als französische Truppen bei ihrem Abzug die Festungsanlage 1745 schleiften, blieb von den ursprünglich vier Toren einzig die damals so genannte Porte Saint-Martin erhalten, die als repräsentative Einfahrt zur Stadt diente. Später erhielt das Tor den Namen Breisacher Tor, da es den Verkehr der südlichen Ausfallstraße in Richtung Breisach und Basel aufnahm. Marie-Antoinette, die jüngste Tochter von Kaiserin Maria Theresia und Kaiser Franz I. von Österreich, zog 1770 auf ihrem Brautzug zum französischen Hof durch das Breisacher Tor in die Stadt ein.
Der ursprünglich zweigeschossig errichtete Bau wurde in der zweiten Hälfte des 19. Jahrhunderts um ein drittes Stockwerk erhöht, wobei der leicht vorspringende Mittelrisalit einen Dreiecksgiebel bekam. Das Gebäude wurde sodann als Schule genutzt. Bei der Neugestaltung der Gartenstraße im Jahre 1903 riss man den Ostflügel ab, wo heute noch der Grundriss im Pflaster markiert ist.

## Nutzung
Das Breisacher Tor wurde im Zweiten Weltkrieg stark beschädigt und 1950/51 in der Form des späten 19. Jahrhunderts restauriert. Es diente zunächst einer Versicherung als Bürogebäude; anschließend waren dort bis 2007 Dienststellen der Stadt Freiburg untergebracht. Im Jahre 1989 wurde der Platz hinter dem Gebäude mit Bäumen und einem Bächle aufgewertet. Nach dem anschließenden Verkauf an Privat wurde das gesamte Gebäude saniert. Während die Universität Freiburg die Räumlichkeiten der oberen Etagen angemietet hat und dort Seminare und Vorlesungen abhält, befindet sich im Erdgeschoss des Baus ein Gastronomiebetrieb, der die Fläche hinter dem Gebäude – die ehemalige Zufahrt – zur Außenbewirtung nutzt.